# Consumo collaborativo
Il termine consumo collaborativo definisce un modello economico basato su di un insieme di pratiche di scambio e condivisione siano questi beni materiali, servizi o conoscenze. È un modello che originariamente si proponeva come alternativo al consumismo classico riducendo così l'impatto che quest'ultimo provoca sull'ambiente e sulla società. Il consumo collaborativo può essere inserito nel più vasto panorama dell'economia collaborativa.

## Definizione
- Da una prospettiva macroeconomica: segue il modello del mercato ibrido. Questi modelli si focalizzano sulla ridistribuzione di risorse economiche. Lo scambio che intercorre tra le parti comporta un trasferimento del diritto di proprietà sui beni, siano essi denaro, servizi o beni tangibili.
- Da una prospettiva microeconomica:  è fonte di discussione in diverse discipline. Il marketing, per esempio, analizza la rilevanza di marchi che sembrano diventare meno rilevanti se i consumatori sono capaci di accedere a diverse automobili di venditori differenti.  La prospettiva del venditore fa parte della ricerca nel settore dell'amministrazione degli affari che identifica le nuove strategie per la Sharing Economy per gli operatori storici e i nuovi arrivati
- Una prospettiva integrata è discussa nell'area delle scienze dei servizi la quale è strettamente correlata al concetto di "orientamento al servizio". In questo contesto, i sistemi di servizi (ristorazione, finanziario, mobilità). Ad esempio il crowdsourcing.

## Origine
Il termine collaborative consuption ha origine nel 1978 e fu coniato da Marcus Felson e Joe. L. Spaeth nel loro articolo “Community Structure and Collaborative Consumption: A routine activity approach" pubblicato nel American Behavioral Scientist, in tempi molto lontani dai dispositivi digitali e relative piattaforme odierne.

## Tipologie di consumo collaborativo
L'economia che fa affidamento ad uno stile di vita collaborativo con lo scambio prodotti/servizi a differenza di ciò che si crede comporta dei costi non chiari e previsti in primis. Ciò provoca non un tampone all'economia consumistica, in termini di reddito procapite non tutti possono permettersi uno stile di vita collaborativo poiché il costo sostenuto=servizio ottenuto è deciso da soggetti che certo hanno bisogno di lavorare e pertanto costruire un reddito personale che alla fine non rispetta le tariffe proposte in fase di richiesta del servizio e la collaborazione oggetto di interscambio commerciale va a decadere. Tra l'altro rimani sospesa nei complessi sistemi finanziari e bancari attraverso piattaforme che tutelano in minima parte i consumatori finali.
- Sistemi prodotti-servizi[5]
- Mercati di redistribuzione
- Stile di vita collaborativo[6]

## Tipologie di consumo collaborativo per settore

### Beni e servizi
Il dono, ovvero la cessione a scopo collaborativo all'interno di una comunità, è la forma più antica di scambio ed è quella più liquida. Successivamente, il baratto diretto di  merci tra individui la cui reputazione sociale non fosse immediatamente nota ha assolto al compito dello scambio dei beni prodotti o precedentemente posseduti. Il baratto è soggetto alla limitata fungibilità dei beni. Il denaro è una forma fungibile di baratto, ovvero lo scambio di merci disomogenee attraverso una quantità misurabile di denaro. Il denaro era soggetto alla scarsità naturale, quando sotto forma di denaro-merce (oro e argento), o lo è a quella politico-monetaria, quando sotto forma di valuta a corso legale. Anche spazi come un ambiente di lavoro è un servizio che si può condividere, così le spese dell'affitto, di un collaboratore o di un computer possono facilmente essere abbattute mediante i progetti di coworking.

### Conoscenze
La banca del tempo è la struttura principe che si occupa di far incontrare le persone che vogliono mettere a disposizione della comunità le proprie conoscenze ottenendone in cambio altre. L'unità di misura è appunto il tempo, e il tempo di ciascuno, qualsiasi cosa offra, è uguale al tempo di tutti gli altri.

### Trasporti
Negli ultimi anni, complice il costo sempre più elevato dei carburanti, si sono sviluppati servizi volti ad ovviare a questo problema. Tra questi quelli che hanno ottenuto una maggior diffusione sono: il car sharing, il car pooling e il bike sharing.

### Viaggi
Siti web come BeWelcome, CouchSurfing o Pasporta Servo gestiscono reti di scambio di ospitalità che permettono di accedere alla casa di uno degli utenti e soggiornare gratuitamente per un periodo di tempo limitato. I partecipanti al progetto oltre a ottenerne un beneficio economico dovuto al risparmio di non dover rivolgersi alle classiche strutture di ricezione ne traggono un enorme beneficio in termini di scambio interculturale, di conoscenza di usi, costumi e territorio. Diversi servizi online permettono ai viaggiatori di trovare un "local friend", un amico locale, che condivide le proprie conoscenze del posto e i propri stili di vita. In questo modo cercano di dare una prospettiva nuova al turismo, detto anche "turismo esperienziale".

## Esempi
Il fenomeno della Sharing Economy si riconosce in molti settori industriali, che riflettono la loro importanza macro-economica. Le soluzioni differiscono in una prosprettiva micro-economica per quanto riguarda i fornitori e il tipo di interazione.
| Dettagli                                                     | Dettagli            | Settore industriale      | Settore industriale           | Settore industriale                                 | Settore industriale    | Settore industriale | Settore industriale              | Settore industriale                             | Settore industriale   |
| ------------------------------------------------------------ | ------------------- | ------------------------ | ----------------------------- | --------------------------------------------------- | ---------------------- | ------------------- | -------------------------------- | ----------------------------------------------- | --------------------- |
| Tipo di fornitore                                            | Tipo di interazione | Ristorazione             | Finanziario                   | Mobilità-Trasporti                                  | Viaggio                | Logistica           | Lavoro                           | Educazione                                      | Altri                 |
| Start- up                                                    | B2C                 | Kuhteilen                | Finpoint                      | Uber, Blablacar                                     | onefinestay            | Instacart, Foodora  | Wework                           | Chegg                                           | The Collective        |
| Start- up                                                    | C2C                 | Eat With Me, Local Roots | Lendico                       | Turo, C3C- City Commuters Club, Getaround, & sharoo | Airbnb                 | ShareMy Storage.com | Freelancer .com                  |                                                 | Sharen.nl             |
| Estab.                                                       | B2C                 | WeFarm (Google etc.)     | openforum (Bank of America)   | car2go (Daimler), Enjoy (Fiat)                      | Tripping.com (Several) | DoorDash (FedEx)    | Workspace on Demand (Marriott)   | Coursera (Stanford)                             | Mud Jeans (Mud Jeans) |
| Estab.                                                       | C2C                 | P2P Food Lab (Sony CSL)  | Crowdfunding (Volksbank Bühl) | JustPark (BMW)                                      | TripAdvisor (Expedia)  | MyWays (DHL)        | TaskRabbit (Walgreen, Pepsi, GE) | Khan Academy (Google, B. & M. Gates Foundation) | Mila (Swisscom)       |
| Note: B2C = Business to consumer, C2C = Consumer to consumer |                     |                          |                               |                                                     |                        |                     |                                  |                                                 |                       |

## Benefici[senzafonte]
- Riduzione dell'inquinamento mediante condivisione dei mezzi di trasporto.
- Risparmio economico e riduzione degli sprechi grazie alle formule di prestito, acquisto condiviso, scambio di prodotti.
- Incremento della felicità grazie a nuove interazioni sociali positive.

## Legislazione nel mondo

### Europa
In Europa si è presentato il problema di una regolamentazione soprattutto con il servizio di trasporto Uber, più che con servizi di bike sharing, car sharing e che in altri settori: finanziario, educativo e della ristorazione.
Dal 3 giugno 2016 l'Unione europea si esprime con delle linee guida giuridicamente non vincolanti ma con cui si potranno aprire procedure d'infrazione e rivolgersi alla Corte di giustizia europea. In particolare chiede di distinguere tra chi mette a disposizione la propria proprietà occasionalmente a chi la svolge professionalmente e le nuove attività di sharing economy potranno essere vietati dagli stati nazionali solo come misura estrema.
- Francia: Dal 1º gennaio 2015 servizi come Uber Pop sono illegali ed il 2 aprile 2015 Uber fa ricorso alla Commissione europea[8]
- Germania: Uber il 4 aprile 2015 fa ricorso contro la legge tedesca all'Unione Europea[8]
- Italia: Da inizio 2015 i servizi Uber sono vietati. Legale il servizio di car pooling della francese Blablacar, e i servizi di Car sharing e bike sharing nonché di affitto case come Airbnb. A marzo 2016 un intergruppo parlamentare presenta una proposta di legge.
- Spagna: Il 30 marzo 2016 Uber apre il servizio Uber X, in cui i conducenti sono equiparati ai servizi di noleggio con conducente (NCC) e quindi con licenza[9].